# Каргопольская игрушка
Каргопо́льская игру́шка — русский художественный промысел, распространённый в районе города Каргополя Архангельской области.

## Возникновение
Издавна в деревнях Каргопольского уезда сложился сезонный гончарный промысел на местной красной глине. Летом каргопольские гончары работали в поле — добывали глину, а с октября до весны занимались изготовлением глиняной посуды — печных горшков, кубов, крынок, мисок. Участвовала вся семья: мужчины, женщины и дети. Каргопольская посуда пользовалась спросом по всему Пинежью её возили в Архангельск, большой гончарный торг был в самом Каргополе.
Из остатков глины мастера лепили игрушки, не придавая им особенного значения. Глиняные лошадки, упряжки, фигурки людей и животных стоили недорого, особенным спросом не пользовались, и их лепили скорее для собственного удовольствия, чем ради заработка.
В начале 1930-х годов гончарный промысел постепенно сошёл на нет, ещё раньше прекратилось изготовление игрушек. Лишь несколько мастеров продолжали их делать.

## Особенности производства
Первоначально игрушки, как и посуда, были «обварными». После обжига раскалённое изделие погружали в «болтушку» — густой мучной раствор. Пригоревшая мука оставляла на светлой поверхности сосуда или игрушки чёрный кружевной узор. Украшенные процарапанным архаичным орнаментом, своей безыскусностью такие игрушки напоминали скорее произведения художников каменного века. Изготавливались и более дорогие поливные посуда и игрушки, покрытые глазурью.

## История
Самыми ранними из дошедших до нашего времени каргопольских игрушек можно считать работы Ивана Васильевича и Екатерины Андреевны Дружининых, работавших в 1930-х — 1940-х годах. В основном это одиночные фигурки мужичков и барынь, раскрашенные известью, сажей и цветными глинами. Они грубоваты по лепке, а их плоские лица и обобщённые детали фигуры и одежды напоминают древних каменных баб. В росписи фигурок сочетаются овалы, круги, кресты, пятна, также напоминающие древние орнаментальные мотивы.
Современная каргопольская игрушка менее архаична. Сохраняя традиционные формы, нынешние мастера делают её более изящной, порой чётче акцентируют детали, щедро расписывают маслом и темперой, избегая, однако, излишней пестроты. Помимо фигурок людей каргопольцы лепят коней, коров, медведей, оленей, героев сказок и былин. Одним из самых популярных персонажей в каргопольской игрушке был и остаётся Полкан — полуконь-получеловек (изначально получеловек-полупёс) с окладистой бородой, при орденах и эполетах. Среди других сказочных героев присутствуют лев, птица Сирин, конь о двух головах.
Сохраняя традицию, каргопольские игрушечники придумывают новые формы и сюжеты своих произведений. Так появились многофигурные композиции — тройки, возки, охоты и др. Их украшает не блеклый узор, наведённый цветной глиной по известковому фону, а яркая темперная роспись. В 1970-х годах. А П. Шевелёв, один из известнейших каргопольских игрушечников, пробовал делать поливные игрушки, которые напоминали прежние, «обварные».
Среди каргопольских игрушечников особое место отведено У. И. Бабкиной, единственной мастерице, никогда не прекращавшей заниматься этим ремеслом. Ей принадлежит заслуга не только сохранения, но и возрождения древнего промысла. Она запомнила с детства сказочного полкана и первая вновь стала лепить его. Многие современные мастера учились у неё забытому ремеслу.
Каргопольский промысел всегда был семейным — у Шевелёвых, Завьяловых, Рябовых и других семей секреты мастерства передавались из поколения в поколение. Только в 1967 году в Каргополе открылось отделение Архангельского предприятия «Беломорские узоры». В городе работает школа искусств, где детей учат и лепке игрушек.